# Matthew Aylward Hearn
Pour les articles homonymes, voir Aylward et Hearn.
Matthew Aylward Hearn (8 mai 1833, Québec, Bas-Canada - 18 décembre 1901, Québec, Québec, Canada) est un avocat irlando-québécois et ancien bâtonnier du Québec ayant pratiqué le droit et vécu toute sa vie à la Ville de Québec.

## Biographie
Matthew Aylward Hearn (parfois orthographié Mathew) est le fils de Patrick Aylward, d'Irlande et d'Ann Aylward, de Terre-Neuve. Patrick Aylward était un des rares natifs d'Irlande à s'être publiquement associé avec les Patriotes de 1837, en plus d'être un farouche partisan des idées libérales avancées par le Parti canadien, passion qu'il aura transmise à son fils. 
Matthew Aylward Hearn reçoit son éducation à Québec et est admis au Barreau le 8 mai 1855. La même année, le 5 novembre, il épouse Margaret Whelan, fille de Patrick Whelan et Ellen Flanagan, à la basilique Notre-Dame de Québec, avec pour témoin Elizabeth Emeline Whelan, la petite sœur de Margaret. Des neuf enfants qu'ils eurent ensemble, un garçon et deux filles leur ont survécu.
Dans les années 1860, il s'associe à Edward Jones, un autre avocat avec qui il défendit victorieusement de nombreuses causes à la Cour de vice-amirauté du Québec, présidée alors par Henry Black.
En mai 1868, Hearn siège au Conseil général du Barreau de la province de Québec en tant que bâtonnier de la Section du District de Québec et est, le 30 mai, officiellement nommé président du Conseil général, faisant de lui le bâtonnier du Québec succédant ainsi à Télesphore Fournier. 
Le 10 février 1872, Hearn et sa femme, Margaret Whelan, devinrent le parrain et la marraine de Marie-Marguerite-Évangeline Fournier, la fille de Télesphore Fournier. De 1872 (ou 1874) à 1875, Hearn ouvre une firme d'avocat en partenariat avec Télesphore Fournier et Achille Larue, firme qui se nommera Fournier, Hearn et Larue,. Leur firme apparaît d'ailleurs à trois reprises dans les Rapports judiciaires de Québec, en 1877.
De 1876 à 1890, la famille de Matthew Alyward Hearn est logée au 5, rue du Parloir, à Québec.
En 1882, son nom apparaît dans la Ontario Law List, où il est indiqué qu'il travaille pour une agence d'avocats du nom de Stewart, Chrysler & Gormully, une firme de solliciteurs à la Canadian Bank of Commerce (l'ancêtre de CIBC) dont le bureau se situait sur la rue Metcalfe, à Montréal.
Lors des Élections fédérales canadiennes de 1887, il est candidat à la Chambre des communes du Canada pour la circonscription de Québec-Ouest contre Thomas McGreevy, mais ne parvint pas à se faire élire, un scénario qui se répétera pendant les Élections fédérales de 1891. Matthew Aylward Hearn a été président de la Home Rule League of Quebec pendant deux ans et de la Irish National Association pendant trois ans.
Il est mort dans la ville qui l'a vu naître en 1901, à l'âge de 68 ans.

## Hommages et distinctions

### Titre honorifique
- Conseiller de la reine

### Titre de civilité
- Monsieur le bâtonnier[7]

#### Droit
- Avocat, Juriste
- Droit au Québec, Droit civil
- Histoire du droit au Québec, XIXe siècle en droit au Québec, XXe siècle en droit au Québec
- Système judiciaire du Québec, Loi du Québec
- Barreau du Québec, Bâtonnier du Québec
- Barreau de Québec, Districts judiciaires du Québec
- Code civil du Bas-Canada, Code criminel du Canada